# Udinia scitula
Udinia scitula är en insektsart som beskrevs av De Lotto 1963. Udinia scitula ingår i släktet Udinia och familjen skålsköldlöss. Inga underarter finns listade i Catalogue of Life.